# S'Mile
Pour les articles homonymes, voir Smile.
Le S'Mile était l'unité de base d'un programme de fidélisation par point lancé dans plusieurs réseaux de distribution en France, programme totalement stoppé le 10 mars 2017. Les points ou S'Miles étaient assemblés et cumulés sur un compte d'utilisateur physiquement représenté par une carte de fidélité. Il était possible d'échanger ces points contre des objets ou des services.

## Les partenaires
- BHV • jusqu'au 10 mars 2016
- Cafétérias Casino • jusqu'au 1er janvier 2016
- Caisse d'épargne • jusqu'au 31 janvier 2012
- Casino Supermarchés • jusqu'au 1er janvier 2016
- Cofinoga • jusqu'au 10 mars 2016
- Géant Casino • jusqu'au 1er janvier 2016
- Mercialys
- Cafétérias Monoprix • jusqu'au 1er janvier 2016
- Citymarchés Monoprix • jusqu'au 1er janvier 2016
- Galeries Lafayette • jusqu'au 10 mars 2016
- Nouvelles Galeries • jusqu’en avril 2014
- Phox
- Shell • jusqu'au 31 décembre 2009
- SNCF • jusqu'au 25 mai 2012
- Supermarchés Casino • jusqu'au 1er janvier 2016
- Supermarchés Géant • jusqu'au 1er janvier 2016
- Supermarchés Monoprix • jusqu'au 1er janvier 2016

### Articles de journaux
- Les Échos
- Les Échos
- Le Figaro
- 20 minutes
- Les Échos
- Les Échos
- Le Parisien
- Le Monde
- Terrafemina
- JDN
- Le Monde